# مسعود الهملان
مسعود سعد هملان الهملان (1935 - 1985) مواليد دولة الكويت ، نائب سابق في مجلس الأمة الكويتي ، في الفصل التشريعي الرابع عام (1971) عن الدائرة العاشرة - الأحمدي - وحصل علي المركز الثاني ب (1041) صوت، وفاز بالانتخابات.

## عن حياته
عمل في بداية حياته كرجل إطفاء وموظفاً في وزارة الصحة، وشارك في تأسيس نادي الفحيحيل الرياضي وشغل العضوية في أول مجلس إدارة للنادي، كما انه كان من ضمن النواب الذين تقدموا باستجواب وزير المالية والنفط عبد الرحمن العتيقي في 4 مايو 1974 بشأن احتياطي النفط الكويتي والكوادر الكويتية في القطاع النفطي، وهو من ضمن طارحي الثقة بالوزير.